# Annabelle Moore
Annabelle Moore (nascuda Annabella Whitford, 6 de juliol de 1878 - 29 de novembre de 1961), també coneguda com Peerless Annabelle, va ser una ballarina i actriu estatunidenca que va aparèixer en nombroses primeres pel·lícules mudes. Va ser la Gibson Girl original a les Ziegfeld Follies de 1907.

## Vida i carrera
Annabelle Whitford va néixer a Chicago. Va fer el seu debut als 15 anys dansant a l'Exposició Universal de 1893 a Chicago. Més tard es va traslladar a Nova York, on va actuar en diverses pel·lícules per als Edison Studios i va aparèixer a Broadway.
Annabelle va ser molt popular en la seva joventut. La venda de les seves pel·lícules es va impulsar encara més el desembre de 1896 quan es va revelar que havia aparegut nua en un sopar privat al Sherry's Restaurant. Es deia que va introduir l'erotisme al cinema.
s va casar amb Edward James Buchan el 1910. Tot i que era molt popular abans del seu matrimoni, Annabelle va morir en la pobresa a Chicago el 1961.

## Filmografia selecta
1897
- Sun Dance - Annabelle
- Butterfly Dance
- Annabelle Serpentine Dance

1896
- Annabelle in Flag Dance
- Butterfly Dance
- Serpentine Dance by Annabelle
- Tambourine Dance by Annabelle

1895
- 1895 Annabelle Serpentine Dance

1894
- Annabelle Butterfly Dance
- Annabelle Sun Dance

## Altres treballs
- The Charity Girl (1912)
- The Happiest Night of His Life (1911)
- Ziegfeld Follies of 1909 (en escena per Grace La Rue, Nora Bayes i Lucy Weston)
- Ziegfeld Follies of 1908
- The Belle of Mayfair (1906)
- A Venetian Romance (1904)
- The Sleeping Beauty and the Beast (1901)
- The Sprightly Romance of Marsac (1900)